# Кожимське міське поселення
Кожи́мське міське поселення (рос. Кожымское городское поселение) — муніципальне утворення у складі Інтинського міського округу Республіки Комі, Росія. Адміністративний центр — селище міського типу Кожим.

## Населення
Населення — 27 осіб (2010; 165 у 2002, 1260 у 1989).

## Склад
До складу поселення входять такі населені пункти:
| Населений пункт             | Населення, осіб (1989) | Населення, осіб (2002) | Населення, осіб (2010) |
| --------------------------- | ---------------------- | ---------------------- | ---------------------- |
| Кожим, селище міського типу | 703                    | 56                     | 10                     |
| Кожимвом, присілок          | 4                      | 3                      | 1                      |
| Комаю, селище               | 241                    | 28                     | -                      |
| Лазурний, селище            | 312                    | 78                     | 16                     |